# اولکساندر چیشوسکی
اولکساندر چیشوسکی (اوکراینی: Олександр Арсенійович Чижевський؛ زادهٔ ۲۷ مهٔ ۱۹۷۱) بازیکن فوتبال اهل اوکراین است.
از باشگاه‌هایی که در آن بازی کرده‌است می‌توان به باشگاه فوتبال متالورگ زاپروژیا، باشگاه فوتبال تاوریا سیمفروپول، باشگاه فوتبال شاختار دونتسک، باشگاه فوتبال اوورلا اوژهورود، و باشگاه فوتبال کارپاتی لویو اشاره کرد.
وی همچنین در تیم ملی فوتبال اوکراین بازی کرده‌است.